# Бурмичів
Бурмичів — колишній хутір у Покалівській волості Овруцького повіту Волинської губернії та Желонській сільській раді Словечанського і Овруцького районів Коростенської і Волинської округ.

## Історія
До 1923 року входив до складу Покалівської волості Овруцького повіту Волинської губернії. У 1923 році включений до складу новоствореної Желонської сільської ради, яка, 7 березня 1923 року, увійшла до складу новоутвореного Словечанського району Коростенської округи. У довіднику з адміністративно-територіального поділу за 1923 рік пропущений. 21 січня 1926 року, в складі сільської ради, переданий до Овруцького району Коростенської округи.
Знятий з обліку населених пунктів до 1 вересня 1946 року.